# Hilary Dziewulski
Hilary Anatoliusz Dziewulski (ur. 2 lipca 1891 w Warszawie, zm. 24 października 1979 tamże) – polski elektryk i metrolog, drugi dyrektor i pierwszy prezes Głównego Urzędu Miar.

## Życiorys
Syn Antoniego, maszynisty Drogi Żelaznej Warszawsko-Petersburskiej i Marii z Sobolewskich. Po ukończeniu szkoły realnej w 1912 roku rozpoczął studia w carskim Instytucie Politechnicznym im. Mikołaja II w Warszawie. Wybuch pierwszej wojny światowej przekreślił wszystkie plany; musiał uciekać przed branką do wojska - udał się do Białegostoku, gdzie zatrudnił się w warsztatach kolejowych, potem do Petersburga i Moskwy.

### Dwudziestolecie międzywojenne
Po zakończeniu wojny wrócił do rodzinnego miasta i podjął pracę kolejno w: kolejowych zakładach naprawczych, warsztatach tramwajowych i fabryce aparatów elektrycznych. Jednocześnie kontynuował przerwane studia na Wydziale Elektrycznym Politechniki Warszawskiej. W 1924 roku, nie przerywając nauki, rozpoczął pracę w laboratorium elektrycznym jako asystent Zakładu Fizyki na macierzystej uczelni. Dyplom inżyniera uzyskał w 1928 roku za pracę z dziedziny trakcji elektrycznej. Jednocześnie awansował na stanowisko kierownika laboratorium elektrycznego, pozostając na nim do 1932 roku. Z okresu zatrudnienia na Politechnice Warszawskiej pochodzi kilka wartościowych opracowań naukowo-badawczych z dziedziny elektrofizyki oraz referat wygłoszony na V Zjeździe Fizyków w Poznaniu w 1930 roku. Wyniki jego prac z tego okresu zostały ogłoszone w takich czasopismach jak: Zeitschrift für Physik, Przegląd Elektrotechniczny, Wiadomości Elektrotechniczne i Wszechświat. Na przełomie lat 1937 i 1938 zrobił przewód doktorski i uzyskał stopień doktora.
Nie przerywając pracy na Politechnice Warszawskiej tuż po uzyskaniu tytułu inżyniera zatrudnił się w Głównym Urzędzie Miar (GUM) w dziale elektrycznym. Tu spotkał trzy osoby, które wywarły wpływ na całe jego dalsze życie zawodowe: dr. Zdzisława Rauszera – dyrektora GUM, inż. Józefa Rząśnickiego – kierownika działu elektrycznego i prof. Włodzimierza Krukowskiego – współpracownika i doradcę naukowego instytucji. Początek jego zatrudnienia w GUM przypadł na okres wdrażania państwowego nadzoru nad prawidłowością rozliczeń energii elektrycznej. Był to także czas tworzenia wydziałów elektrycznych w państwowej administracji miar. Dziewulski we wszystkich tych pracach brał czynny udział. Na początku było to uczestnictwo w montażu i uruchamianiu zakupionej zagranicą aparatury dla pracowni przekładników działu elektrycznego GUM. Nabyte doświadczenia wykorzystał w podobnych pracach przy instalacji tablic licznikowych w Okręgowych Urzędach Miar we Lwowie, Lublinie, Katowicach i Poznaniu.
Gdy w 1934 roku inż. Rząśnicki, na skutek ciężkiej choroby serca ustąpił ze stanowiska, Dziewulski zajął jego miejsce. Przyjął na siebie główny ciężar wielu nieznanych mu dotąd obowiązków: utrzymywania stałych kontaktów z elektrowniami, szkolenia pracowników administracji miar i wytwórców energii elektrycznej, kontrole przestrzegania przepisów o miarach. Od 1937 roku był współorganizatorem ogólnopolskich cyklicznych konferencji licznikowych, na których wygłaszał referaty. Ocalałe ze zniszczeń drugiej wojny światowej materiały z tych konferencji są dowodem jego osobistego wkładu w dziedzinę racjonalizacji rozliczeń energii elektrycznej. Odbywał podróże zagraniczne do urzędów miar w Szwajcarii, Francji i Niemczech, w celu zapoznania się z najnowszymi kierunkami w dziedzinie metod pomiarowych i ustawodawstwa w dziedzinie elektryczności.
Przez cały okres lat trzydziestych był współredaktorem działu Skrzynka pocztowa w czasopiśmie Wiadomości Elektrotechniczne. Mimo rozlicznych obowiązków czysto zawodowych nie zarzucał działalności naukowej. Świadczą o tym choćby opublikowane (wspólnie z W. Diamandem) w czasopiśmie Journal of Scientific Instruments artykuły o wynikach wdrożenia opracowanego w GUM precyzyjnego kompensatora prądu przemiennego.

### Okres II wojny światowej
Podczas okupacji niemieckiej Dziewulski nieprzerwanie pracował na stanowisku naczelnika wydziału elektrycznego GUM, mimo zmiany zakresu działalności instytucji - od 1941 roku GUM zszedł do roli urzędu legalizującego przyrządy pomiarowe, nad którym nadzór sprawował Główny Urząd Gospodarczy i Nadzoru nad Sprzętem Technicznym Generalnej Guberni z siedzibą w Krakowie. W 1944 roku, podczas powstania warszawskiego, Dziewulski należał do ścisłego kierownictwa GUM, które przebywało w budynku urzędu i kierowało jego ochroną aż do ostatnich dni obrony Śródmieścia. Aresztowany przez gestapo, został wywieziony do obozu w Pruszkowie. Dzięki wcześniejszym powiązaniom służbowym z Głównym Urzędem Gospodarczym udało mu się otrzymać zwolnienie z obozu i uzyskać zatrudnienie w urzędzie miar w Krakowie. Stąd wielokrotnie był delegowany przez komórkę konspiracyjną do Warszawy i Katowic, w celu oceny sytuacji i ochrony przed dewastacją resztek sprzętu pomiarowego byłych polskich urzędów miar oraz niektórych zakładów prywatnych (np. firmy Żochowski i Szwede).

### Okres powojenny
Wyzwolenie zastało Dziewulskiego w Krakowie. Już 20 stycznia 1945 roku, gdy jeszcze przez Kraków przechodziły oddziały Armii Czerwonej, przystąpił do zabezpieczania dokumentów i sprzętu pomiarowego tamtejszego urzędu miar przed zniszczeniem i wywózką. We wrześniu 1945 roku otrzymał stanowisko naczelnika wydziału technicznego z przeniesieniem do tymczasowej siedziby GUM w Bytomiu. Podstawowym jego zadaniem było zabezpieczenie ocalałych na miejscu urządzeń pomiarowych, a wkrótce przygotowanie odbudowy pracowni pomiarów elektrycznych w zniszczonym gmachu GUM w Warszawie. Mimo trudności spowodowanych niekompletnością wyposażenia technicznego i słabym przygotowaniem personelu, udało mu się już w 1947 roku reaktywować pracownię i zaspokoić najpilniejsze potrzeby energetyki i przemysłu. Równolegle przystąpił do odbudowy innych laboratoriów. Po nieoczekiwanym odejściu z Głównego Urzędu Miar dyrektora Rauszera, w październiku 1949 roku, Dziewulski przyjął propozycję kierowania urzędem, najpierw jako dyrektor, a od września 1951 roku jako p.o. prezesa, a następnie prezes instytucji. Doprowadził do zakończenia odbudowy siedziby Urzędu w Warszawie i do przeniesienia tu wszystkich wydziałów z Bytomia. Mimo ogromu prac organizacyjnych, kontynuował pracę naukowo-badawczą. W listopadzie 1945 roku otrzymał nominację na pracownika naukowego. Na podstawie długoletniej pracy jako bezpośredni wykonawca, inicjator i organizator wielu prac badawczych, mających duże znaczenie dla administracji miar, w 1955 roku uzyskał tytuł docenta. Główną sferą jego zainteresowań były wzorce wielkości elektrycznych. Nie bez powodu to właśnie Dziewulskiemu zostało powierzone przewodniczenie Komisji ds. Jednostek Wielkości Elektrycznych, która w 1953 roku przygotowała dekret o jednostkach fizycznych obowiązujących w Polsce. Ważną pozycją w dorobku naukowym stała się, opracowana w 1956 roku pod jego redakcją, fundamentalna monografia pt. Prace Włodzimierza Krukowskiego, zawierająca starannie zebrany i umiejętnie opracowany cały dorobek profesora ocalały z pożogi wojennej. Jednakże kierowanie urzędem w okresie nasilającej się ingerencji władz bezpieczeństwa i instancji partyjnych ograniczało naukowo-badawczą sferę działalności. Prezes pełnił swój trudny urząd w atmosferze coraz bardziej krępowanych inicjatyw, insynuacji i donosów składanych w miejscowej komórce PZPR. Mimo sztucznie stwarzanych trudności, instytucji przez niego kierowanej udawało się jeszcze przez dłuższy czas samodzielnie istnieć i owocnie pracować, w czym niemała była zasługa samego Prezesa. Pozostał na stanowisku do maja 1958 roku, przeszedł na emeryturę 8 września 1959 roku. Przez wiele lat utrzymywał jeszcze kontakty z instytucją, po raz ostatni podczas obchodów 60-lecia administracji miar.

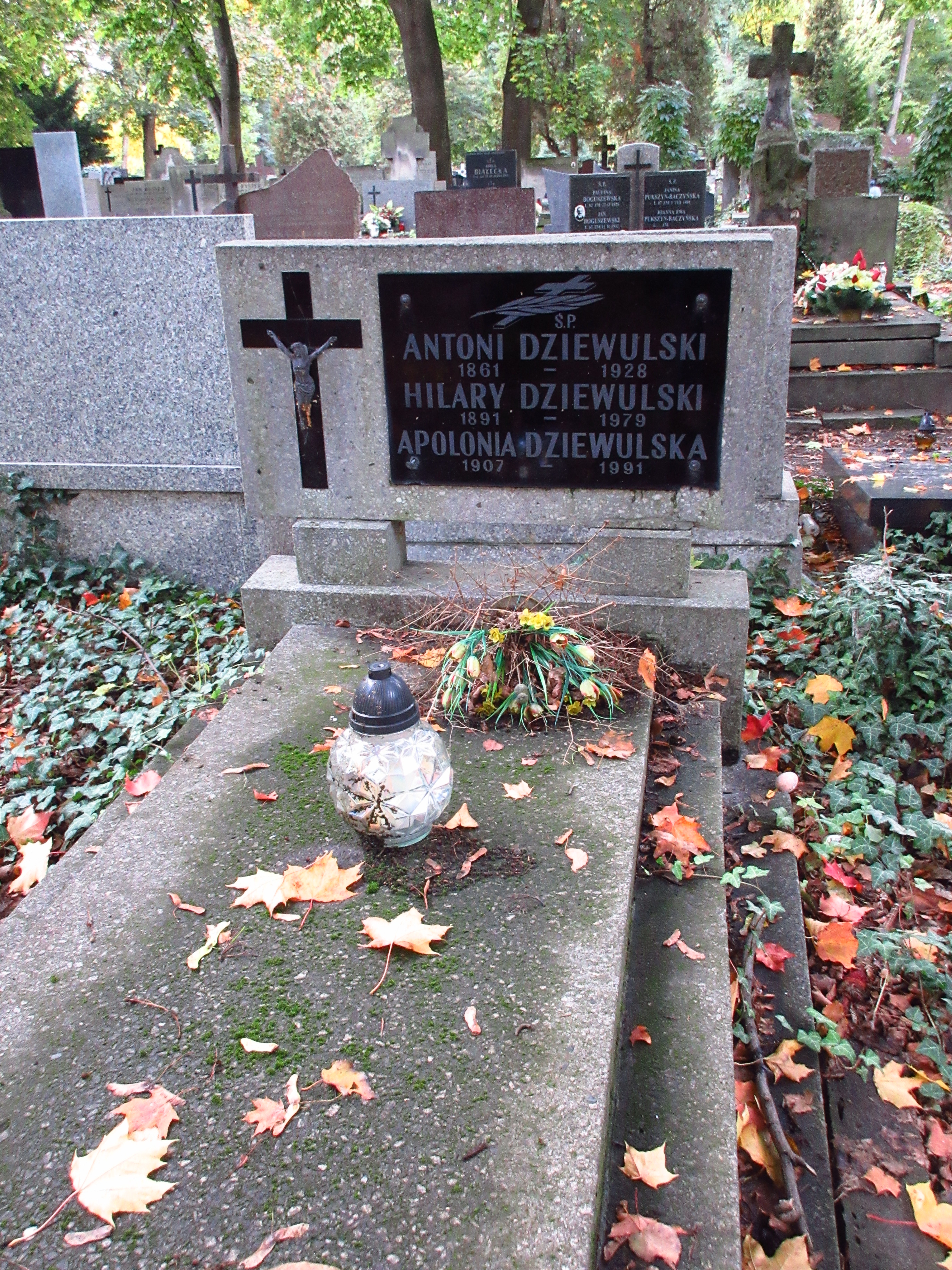
Grób profesora Hilarego Dziewulskiego na Cmentarzu Bródnowskim.

Zmarł 24 października 1979 roku w Warszawie i został pochowany na Cmentarzu Bródnowskim (kw. 51-A-3-20).

### Działalność społeczna
Przez wiele lat łączył pracę zawodową z działalnością społeczną. Już przed wojną był członkiem zarządu klubu wioślarskiego „Rodzina Urzędnicza”, istniejącego przy Głównym Urzędzie Miar. W latach 1927–1936 był członkiem Oddziału Warszawskiego Polskiego Towarzystwa Fizycznego, a w okresie 1928–1937 i 1947 – 1959 także członkiem Stowarzyszenia Elektryków Polskich. Jako delegat GUM brał przez wiele lat udział w pracach Centralnej Komisji Normalizacji Elektrotechnicznej i Polskiego Komitetu Elektrotechnicznego SEP.

## Odznaczenia i wyróżnienia
Za całokształt pracy zawodowej i społecznej został odznaczony m.in.: Krzyżem Kawalerskim Orderu Odrodzenia Polski, Złotym Krzyżem Zasługi (1937) i Złotą Odznaką Honorową Stowarzyszenia Elektryków Polskich.